# Stanisław Witek (chemik)
Stanisław Witek (ur. 12 kwietnia 1932 w Sosnowcu, zm. 6 stycznia 2015 we Wrocławiu) – polski chemik, profesor Politechniki Wrocławskiej, specjalista chemii pestycydów i syntezy organicznej. Przewodniczący International Scientific Advisory Board on Sea-Dumped Chemical Weapons, wieloletni członek międzynarodowej Organizacji ds. Zakazu Broni Chemicznej.

## Życiorys
Ukończył tam Liceum im. Stanisława Staszica. Studiował w latach 1949–1955 na Wydziale Chemicznym Politechniki Wrocławskiej, specjalizując się w technologii materiałów wybuchowych pod kierunkiem profesora Dionizego Smoleńskiego. Rozprawę doktorską obronił w 1962 roku. Swoją karierę zawodową związał z Wydziałem Chemicznym Politechniki Wrocławskiej, najpierw jako adiunkt w latach 1962–1968, potem docent (1968–1983), następnie jako profesor nadzwyczajny (1983–1995). Profesorem zwyczajnym został w 1995 roku.
Zorganizował, a następnie kierował Pracownią Chromatografii Gazowej Centralnego Laboratorium Wydziału Chemicznego Politechniki Wrocławskiej, gdzie w 1969 roku był współtwórcą Instytutu Technologii Organicznej i Tworzyw Sztucznych (I-27) jako zastępca dyrektora ds. badań naukowych i współpracy z przemysłem. Od 1972 do 1990 roku (z 3-letnią przerwą) był jego dyrektorem. 
Był ekspertem w dziedzinie utylizacji broni chemicznej. Jako pierwszy polski uczony znalazł się w międzynarodowym zespole naukowo-doradczym nagrodzonej w 2013 roku Pokojową Nagrodą Nobla Organizacji ds. Zakazu Broni Chemicznej z siedzibą w Hadze, której członkiem był przez dwie kadencje (1998–2004). Doradca naukowy ministra spraw zagranicznych ds. broni chemicznej i biologicznej. Z inicjatywy MSZ Litwy zorganizował i przewodniczył International Scientific Advisory Board on Sea-Dumped Chemical Weapons, złożonej z niezależnych ekspertów o uznanym dorobku.
Był reprezentantem Wydziału Chemicznego Politechniki Wrocławskiej w Komitecie Nauk Chemicznych PAN oraz w zespole ds. biotechnologii MNiSW, brał także udział w radach naukowych i zespołach redakcyjnych czasopism zagranicznych. Przewodniczył komisjom Rady Wydziału Chemicznego oraz Senatu Politechniki Wrocławskiej.
Jest autorem ponad 170 artykułów w czasopismach naukowych, 49 patentów i 7 wdrożeń. Wypromował 13 doktorów, siedmioro jego wychowanków jest profesorami w Polsce i na świecie. W 2005 roku wraz ze współpracownikami otrzymał I nagrodę Prezesa Rady Ministrów za wybitne krajowe osiągnięcie naukowo-techniczne.
Był żonaty, żona Barbara była również chemikiem. Mieli jedną córkę. Był siostrzeńcem Kazimierza Banysia, profesora Politechniki Wrocławskiej, i Mariana Banysia, chirurga.

## Odznaczenia i wyróżnienia
- Krzyż Oficerski Orderu Odrodzenia Polski (2000)[2][11]
- Medal Komisji Edukacji Narodowej[2]
- I nagroda Prezesa Rady Ministrów za wybitne krajowe osiągnięcie naukowo-techniczne (2005, wraz ze współpracownikami)[2]